# Liège
 Ovo je glavno značenje pojma Liège. Za druga značenja pogledajte Liège (razdvojba).
Liège (francuski izgovor: [ljɛːʒ]; nizozemski: Luik, [lœyk]; valonski: Lidje; njemački: Lüttich; latinski: Leodium, do 1949. ime grada se pisalo „Liége”) je grad u belgijskoj regiji Valoniji, pokrajina Liège, čije je i administrativno središte. Grad je smješten u dolini rijeke Meuse u blizini istočne belgijske granice s Nizozemskom i Njemačkom, gdje se rijeka Meuse spaja s rijekom Ourthe. Grad ima nešto manje od 200.000 stanovnika, dok u njegovu aglomeracijskom području živi oko 600 000 stanovnika. Prema broju stanovnika, ovo je treće urbano područje u Belgiji, nakon Bruxellesa i Antwerpena, te četvrta po veličini belgijska općina, nakon Antwerpena, Genta i Charleroia.
Liège je glavno ekonomsko i kulturno središte Valonije. Grad se nalazi u industrijskoj dolini, koja je nekada bila glavni gospodarski pokretač Belgije.

## Etimologija
Latinski naziv za Liège, Leodium, sadrži germansku riječ leod, u izvornom značenju "ljudi". Arhaični nizozemski oblike je lui(den), lieden ("ljudi"), staroengleski lēod (engleski lede "ljudi"), njemački Leute ("ljudi"), dijalektalni norveški lyd ("ljudi"). Istog korijena je i hrvatska riječ "ljudi", kao i na drugim slavenskim jezicima, te hindski loagh, također u značenju "ljudi".
Na druga dva službena jezika u Belgiji, grad se naziva Luik (nizozemski) i Lüttich (njemački). Lokalni valonski naziv na lieškom dijalektu je Lîdje.
Stanovnici grada na francuskom jeziku nazivaju se Liégeois (m) / Liégeoise (ž) (množina : Liégeois/Liégeoises). Ortografija s naglaskom aigu zadržana je u nazivu etnika ovog grada, iako je davno nestala u pisanju imena grada. Naziv za stanovnike ovog grada na lokalnom lieškom dijalektu valonskog je Lîdjwês / Lîdjwêse. Arhaični oblik Lîdjeûs koristi se još u Namuru,  Condrozu i Ardenima.

## Povijest

### Ranija povijest
Najraniji tragovi ljudske prisutnosti sežu još iz paleolitika,a pronađeni su na trgu Saint-Lambert i okolnim mjestima. Godine 1907., u samom središtu grada pronađeni su ostaci rimske vile iz 2. ili 3. stoljeća, također na trgu Saint-Lambert.
Prvi spomen ovog grada je iz 558., pod nazivom Vicus Leudicus. Oko godine 705. sv. Lambert iz Maastrichta završava pokrštavanje u ovom kraju, iz čega je vidljivo da je dotad u ovom području još postojalo prakticiranje drevnih religija. Zbog svog vjerskog uvjerenja sv. Lambert je na kraju i ubijen, te se danas smatra mučenikom. Nakon ubojstva, njegov nasljednik Sveti Hubert, uz dopuštenje pape prebacuje biskupiju iz Maastrichta u Liège, te postaje prvi biskup te biskupije. Bazilika koju je Hubert dao izgraditi postaje središte grada, a sam grad zahvaljujući sada statusu hodočasničkog odredišta počinje rasti. Nekoliko stoljeća kasnije Liège postaje biskupska kneževina što je status kojeg je imao 985. do 1794. godine. Prvi knez biskup bio je Notger koji je grad pretvorio u veliko intelektualno i crkveno središte u Srednjem vijeku. Papa Klement VI. pozvao je nekoliko glazbenika iz Liègea na papinski dvor u Avignonu. Grad je bio poznat po mnoštvu crkava, od kojih je ona najstarija iz 682. godine.

### Kneževina Liège
Kneževina Liège osnovana je nedugo nakon dolaska Notgera na mjesto biskupa, prema odredbi cara Otona II. 972. godine. Biskup postaje jedini vladar svojih posjeda koji postaju biskupska kneževina, te posjeduju visoku autonomiju od krune. Zahvaljujući biskupima Éracleu, Notgeru i Wazonu, Liège postaje središte te moćne kneževine, te to ostaje do kraja 18. stoljeća. Uz mnoštvo crkava, u gradu postoje i dva benediktinska samostana: sv. Jakova i sv. Lovre. Liège vrlo rano postaje rudarsko središte, posebice zbog izvlačenja ugljena.
Strateški položaj Liègea često je privlačio razne vojske, te mnoge pobune tijekom stoljeća. Grad je rano utvrđen, a dvorac se nalazio na brdu sa zapadne strane grada. Godine 1345., građani su se pobunili protiv kneza biskupa Engelberta III. de la Marcka, koji je vladao u to vrijeme, te su ga porazili u bitki blizu grada. Ubrzo nakon toga uveden je jedinstveni politički sustav, koji su 32 gradska ceha dobili potpunu gradsku vlast. Svaka osoba registrirana u cehu mogla je sudjelovati u vlasti, a svaki ceh je imao jedan ravnopravan glas, čime je ovo bio najdemokratskiji sustav u tom dijelu Europe. Ovaj sustav proširio se i na Utrecht, te je uveo duh demokracije u Liège koji je opstao do danas.
Nakon što su burgundski grofovi pokušali nametnuti svoju apsolutističku vlast nad ovim područjem, Liège se pobunjuje i odbija ponudu Filipa Dobrog da postavi svog nećaka Luja Burbonskog na čelo države. Nakon nekoliko borbi, grad je iznenada napadnut i u potpunosti opljačkan i spaljen 3. studenog 1468. Samo nekoliko vjerskih spomenika je pošteđeno ove sudbine. Liège je tehnički još uvijek bio dio Svetog Rimskog Carstva. Nakon 1477. grad i područje dolaze pod habsburšku vlast, da bi nakon 1555. došli pod španjolsku vlast, iako je cijelo to vrijeme Liège ostao pod upravom kneza biskupa. Tijekom Protureformacije, Lieška biskupija je podijeljena, te ubrzo prestaje biti regionalna sila. U 17. stoljeću, kneževi biskupi počinju dolaziti iz bavarske dinastije Wittelsbach, koja je kontrolirala Köln, te ostale biskupije na sjeverozapadu carstva.

### Od 18. stoljeća do Prvog svjetskog rata
Tijekom španjolskog rata za nasljedstvo, vojvoda od Marlborougha zajedno sa svojim francuskim saveznicima osvaja grad i oduzima ga bavarskim kneževima 1704. godine. Sredinom 18. stoljeća, nove revolucionarne ideje iz Francuske bivaju dobro primljene u Liègeu. Biskup de Velbruck podržava propagiranje ovih ideja, koje ubrzo bivaju ostvarene u Lieškoj revoluciji koja je 18. kolovoza 1789. buknula u ovom biskupskom gradu.
Tijekom Francuske revolucije, 1794. francuska vojska zauzima grad i uspostavlja protucrkveni režim, tijekom kojeg je uništena slavna katedrala sv. Lamberta. Potpuno uklanjanje biskupske kneževine potvrđeno je 1801. konkordatom između Napoleona i pape Pija VII. Francuska gubi grad Bečkim kongresom, te Liège biva ustupljen Ujedinjenom Kraljevstvu Nizozemske. Tijekom nizozemske vlasti izgrađeno je Sveučilište u Liègeu, te Kraljevska opera. Nizozemska vlast traje sve do 1830. kada izbiva Belgijska revolucija, kojom je osnovana Kraljevina Belgija kao neutralna i katolička država u čijem se sastavu nalazio i grad Liège.
Liège ubrzo prerasta u važan industrijski grad, te vodeći europski centar za proizvodnju čelika. Godine 1886., izbiva radnička pobuna koja se proširila cijelom okolnom industrijskom dolinom, te koja je na kraju ugušena vojnom intervencijom. U gradu je održano više međunarodnih izložbi, uključujući Svjetsku izložbu 1905., te Međunarodnu izložbu 1930., koja je održana za stogodišnjicu nezavisnosti. Potrebno je još spomenuti i izložbu vodne tehnike 1939. kojom se obilježavaju radovi na kanalu Albert, kojim je grad povezan s Antwerpenom.  Gradska utvrđenja obnovio je Henri Alexis Brialmont u 1880-ima, te dodao zaštitni lanac sastavljen od dvanaest utvrda. Ovaj sustav bio je 1914. velika zapreka njemačkoj vojsci koja je prema strateškom Schlieffenovom planu trebala brzo proći kroz dolinu rijeke Meuse i Ardene na putu prema Francuskoj.
Njemački napad dogodio se 5. kolovoza 1914., a bitka za Liège je bila prva bitka Prvoga svjetskoga rata i početna bitka tijekom njemačke invazije na Belgiju. Grad je branila vojska od 30.000 vojnika pod vodstvom generala Gérarda Lemana, koja je na kraju popustila pred tri puta brojnijom njemačkom vojskom nakon petodnevnog bombardiranja. Zbog loše isplaniranog podzemnog sustava obrane u tunelima ispod glavne tvrđave, jedan topovski pogodak je izazvao veliko eksploziju koja je na kraju natjerala belgijske snage na predaju. Iako je belgijski otpor trajao vrlo kratko, dvanaestodnevno kašnjenje u izvedbi njemačkog vojnog plana je na kraju pridonijelo porazu Njemačke na francuskim bojištima. Njemačke snage su držale Liège pod okupacijom sve do kraja rata. Grad je zbog svog otpora dobio Legiju časti, kao i brojna druga odlikovanja drugih država uključujući i Medalju za hrabrost Kraljevine Srba, Hrvata i Slovenaca.

### Od Drugog svjetskog rata do danas
Njemačke snage 1940. napadaju grad i zauzimaju ga u roku od tri dana. Veći dio židovske populacije je spašen, jer su stanovnici grada pomogli sakrivati djecu i izbjeglice po samostanima. Njemačke okupacijske snage izbacuju Saveznici u rujnu 1944. Grad je za vrijeme rata bio meta zračnog bombardiranja, te je na njega ispaljeno više od 1500 raketa V-1 i V-2.
Nakon završetka rata izbila je monarhijska kriza, jer su mnogi smatrali belgijskog kralja Leopolda III. kao njemačkog kolaboracionista. U srpnju 1950., izbija opći štrajk saveza belgijskih sindikata pod vodstvom Andréa Renarda u kojem su štrajkaši preuzeli kontrolu nad gradom. Ovaj štrajk je na kraju doveo do abdikacije kralja Leopolda.
Grad je u drugoj polovici 20. stoljeća počeo osjećati posljedice pada industrijske proizvodnje, pogotovo one vezane s ugljenom, a kasnije i s čelikom. U ovom razdoblju nezaposlenost počinje naglo rasti, a njome i društvena napetost. Tijekom općeg štrajka u zimu 1960./1961. godine, nezadovoljni radnici su uništili glavni željeznički kolodvor Guillemins. Ovi nemiri bili su prilično velika razmjera, te je na kraju vojska poslana na zabarikadirane ulice. Najgori nemiri su bili 6. siječnja 1961., kada je u nekoliko sati u uličnim borbama ozlijeđeno 75 osoba.
Liège je tradicionalno sicijalističko uporište. Godine 1991., visoki politički dužnosnik iz Socijalističke partije André Cools ubijen je ispred stana svoje djevojke. Opće mišljenje bilo je da je ubojstvo povezano s korupcijskim skandalom koji je potresao Socijalističku partiju i općenito saveznu vlast. Zbog ovog ubojstva 2004. dvoje muškaraca osuđeno je na dvadesetogodišnju zatvorsku kaznu.
S otvaranjem granica unutar Europske unije, te rastom cijena čelika i učinkovitijom upravom, gospodarska situacija grada se lagano oporavlja.

## Stanovništvo
Područje grada Liègea (označen crvenom bojom na slici) okuplja teritorij starih općina Angleur, Bressoux, Chênée, Glain, Grivegnée, Jupille, Liège, Rocourt, Wandre (kao i četvrt Sclessin bivše općine Ougrée i nekoliko ulica naselja Ans, Saint-Nicolas i Vottem). Sve te općine integrirane su 1977. u grad Liège, nakon političke odluke o spajanju općina.
Aglomerizacija Liègea pokriva teritorij od 275,75 km². Općine Seraing, Saint-Nicolas, Ans, Herstal, Beyne-Heusay, Fléron, Chaudfontaine, Grâce-Hollogne, Esneux i Flémalle (na karti označene narančastom bojom) čine dio ove urbane zone.

### Grad Liège
Godine 1977., općina Liège spojena je s okolnim općinama u novu upravnu cjelinu. Ovo je podjela stanovništva prema starim općinama :
| Naziv             | Br. stanovnika(2008.) |
| ----------------- | --------------------- |
| Liège             | 113 694               |
| Angleur           | 10 270                |
| Bressoux          | 11 639                |
| Chênée            | 9014                  |
| Glain             | 2448                  |
| Grivegnée         | 19 767                |
| Jupille-sur-Meuse | 10 433                |
| Rocourt           | 7032                  |
| Wandre            | 5751                  |
| Ukupno            | 190 048               |

Glavne četvrti centra grada su : Amercœur, Avroy, Burenville, Le Carré, Cointe, Coronmeuse, Droixhe, Fétinne, Guillemins, Hors-Château, Laveu, Longdoz, Naimette-Xhovémont, Outremeuse, Pierreuse, Saint-Gilles, Saint-Laurent, Saint-Léonard, Sainte-Marguerite, Sainte-Walburge, Sclessin, Thier-à-Liège i Vennes.

### Razvoj stanovništva
- Izvor[9] : INS - Opaska: 1806. – 1970. = popisi stanovništva; od 1977. = stanovništvo od 1. siječnja
- 1927. : Spajanje s dijelovima mjesta Bressoux, Jupille, Herstal et Wandre
- 1977 : Spajanje s mjestima Angleur, Bressoux, Chênée, Glain, Grivegnée, Jupille-sur-Meuse, Rocourt, Wandre i dijelovima mjesta Ans, Chaudfontaine, Herstal, Seraing, Saint-Nicolas, Esneux et Juprelle; Ustupak teritorija mjestima Chaudfontaine, Blegny, Visé i Oupeye

## Politika i zemljopis
Grad Liège, sjedište istoimene pokrajine nalazi se blizu točke dodiranja granica triju država, Belgije, Njemačke i Nizozemske. Grad je udaljen 25 km južno od Maastrichta, te 40 km od Aachena. Prekogranična Euroregija Meuse-Rajna u kojoj se grad nalazi ima oko 3,7 milijuna stanovnika. Ova regija je funkcionirala kao jedinstvena cjelina još od karolinškog perioda, pa sve do lieške revolucije. Danas su prekogranične veze opet uspostavljene.

### Položaj
Grad se nalazi na križanju tri prirodne zemljopisne regije: na sjeveru, Hesbaye (160 do 200 m), jedno od glavnih poljoprivrednih područja u Belgiji ; na istoku, Pays de Herve (200 do 320 m), brežuljkasto i šumovito područje poznato po uzgoju voća ; na jugu, visoravan Condroz (200 do 280 m), koja je vrata Ardena i gdje dominiraju šumovita područja. Ovdje se na visini od 694 m nalazi Signal de Botrange koji je najviša točka Belgije. Podzemlje karakterizira postojanje pukotine zvane Faille du midi koja je još uvijek sezmički aktivno područje, čemu je dokaz potres u Liègeu 1983. godine.
Krajolik na kojem se nalazi grad uvelike je oblikovan aluvijalnim ravnicama rijeke Meuse, čiji je tok dugačak 950 km i počinje od visoravni Langres u Francuskoj, te završava u Nizozemskoj gdje se ulijeva u Rajnu, te na kraju u Sjeverno more. Njene dvije pritoke, Ourthe i Vesdre također su utjecale na formiranje krajolika. Rijeka Meuse prolazi kroz Liège u pravcu jugozapad-sjeveroistok, u dužini od 12 km.
Autonomna luka Liège nalazi se na strateški dobrom položaju, jer je riječnim putem povezana s Francuskom, Flandrijom i Nizozemskom. Značaj ove luke u robnom prijevozu raste, te je 2004. kroz nju prošle 22 milijuna tona robe. Luka u Liègeu je druga europska riječna luka po prometu robe, ispred luke u Duisburgu, te ispred luke u Parizu.
Liège je drugi po veličini grad u Valoniji, te najveće valonska urbana sredina. Tercijarni sektor danas zapošljava oko 80% radno aktivnih stanovnika. U gradu se nalazi i jedan od pet prizivnih sudova Belgije, te mnogi drugi sudovi. Grad je i bolnički centar, jer se u njemu nalaze tri velike bolnice i petnaestak klinika. S oko 6000 poslovnih radnji, Liège je i veliko trgovačko središte.

## Gospodarstvo
S ekonomske točke gledišta Liège je najvažniji grad u Valoniji. Dugo vremena je ovaj grad bio veliko industrijsko središte, s obzirom na to da je industrijska dolina u kojoj se nalazi bilo najvažnije europsko industrijsko područje. Posebno je bila važna proizvodnja čelika. Industrijski kompleks Seraing tada je bio najveći na svijetu. Od 1960-ih, slijedi veliki pad proizvodnje, te su tvornice uglavnom napuštene.
Danas se u Liègeu uvelike razvila visoka tehnologija, te se u njemu nalaze pogoni poduzeća kao što je Techspace Aero, koji proizvodi dijelove za Airbus A380 i za rakete Ariane 5, Amos, koji proizvodi optičke dijelove za teleskope, te brojna elektrotehnička poduzeća kao što su: Gillam, AnB, Balteau, IP Trade i Dinh Telecom. Još od Srednjeg vijeka je ovaj grad bio poznat po proizvodnji oružja. Ova industrija je još uvijek vrlo aktivna u Liègeu u kojem se nalazi sjedište FN Herstala. Od poduzeća specijaliziranih za prehrambene proizvode ovdje se nalaze Jupiler (pivo), Spa et Chaudfontaine (vode i limunade), te Galler (čokolada).
Više od polovice zaposlenih u Liègeu rade u državnim službama. Ovo je slučaj zbog činjenice da se u gradu nalaze brojne institucije, kao što je sveučilište, muzeji, galerije, javni prijevoz, te sve institucije pokrajine Liège.

## Obrazovanje
Liège je važan sveučilišni centar, u kojem studira više od 95.000 mladih. Sveučilište u Liègeu je jedno od javnih sveučilišta Francuske zajednice u Belgiji. Ovdje se nalaze dvije mreže sustava obrazovanja, laičko i katoličko, te Akademija umjetnosti i Kraljevski konzervatorij.
Velike obrazovne institucije u gradu su :
- Sveučilište u Liègeu s oko 20.000 studenata ;
- Visoka škola pokrajine Liège s oko 8.000 studenata ;
- Visoka škola HELMo s oko 6.000 studenata ;
- Visoka škola grada Liègea s oko 2.200 studenata ;
- Kraljevski konzervatorij i Viša škola za glumu.

## Promet
Liège je važno prometno središte u Europi. Najvažniji elementi prometne infrastrukture su:.
- Luka Liège, druga riječna luka u Europi.
- Kolodvor Liège-Guillemins i nove linije TGV-a iz Bruxellesa prema Liègue (LGV 2) i od Liègea prema njemačkoj granici (LGV 3).
- Vrlo važna mreža autocesta od 7 grana (E40 prema Bruxellesu i Aachenu, E42 prema Namuru i Verviersu, E25 prema Maastrichtu i Luxembourgu, E313 prema Antwerpenu)
- Zračna luka Liège, osma europska zračna luka za prijevoz robe, udaljena 12 km od središta grada.
- Do Liègea je vrlo lagano doći iz zračne luke Charleroi Bruxelles-Sud i Zračne luke Bruxelles. Ove dvije zračne luke nalaze se stotinjak kilometara od Liègea. Nekih 30 km od grada nalazi se zračna luka u nizozemskom Maastrichtu.

Grad i njegovu urbanu zonu opslužuje autobusna mreža kojom upravlja poduzeće TEC Liège-Verviers.

## Kultura
Grad je poznat po dobro posjećenim pučkim festivalima. Vjerojatno najposjećeniji događaj je za dan Velike Gospe, tzv. festival 15. kolovoza (le 15 août). Građani se tada skupljaju u četvrti Outre-Meuse koja je prepuna malim uličicama. Središnji događaj je procesija, uz koju se održava fešta koja traje do ranih jutarnjih sati. Dan sv. Nikole (6. prosinca) je također zanimljivi događaj u gradu, jer se tada studenti sveučilišta oblače u labaratorijska odjela i traže od građana novac za piće.
Liège je poznat po noćnom životu. Unutar njegove pješačke zone (le Carré) nalaze se mnogi kafići koji su otvoreni do ranog jutra. Još jedno atraktivno mjesto za izlazak je Place du Marché. Gradski sajam "Batte" je vrlo posjećen nedjeljom. Ovaj sajam na otvorenom proteže se uz rijeku Meuse, te privlači mnoge posjetitelje u grad. Na ovom sajmu koji traje od jutra do podneva svake nedjelje mogu se naći razni odjevni i drugi proizvodi, te mnogi restorani brze prehrane.
U gradu se nalazi nekoliko alternativnih kina:  Le Churchill, Le Parc i Le Sauvenière, kao i dva multipleksa Kinepolis. U Liègeu se svake godine održava jedan od najsarijih božićnih sajmova u Belgiji.
Festivali
- Festival de Liège : međunarodni festival plesa, glazbe i kazališta.
- Jazz à Liège.
- Međunarodni festival kriminalističkog filma (Festival international du film policier).
- Les Ardentes : 4 dana elektro rocka.
- Međunarodno bijenale fotografije.
- Međunarodno bijenale dizajna.

Kazališta
- Comédie Centrale
- Kraljevska opera Valonije (Opéra Royal de Wallonie)
- Théâtre de la Place
- Théâtre Le Moderne
- Théâtre Proscenium

Muzeji
U gradu se nalazi više muzeja, od čega su najvažniji:
- Muzej Grand Curtius, koji okuplja bivše muzeje arheologije, stakla, oružja, vjerske umjetnosti
- Muzej valonske umjetnosti (Musée de l'art wallon)
- Muzej moderne i suvremene umjetnosti (Musée d'Art Moderne et d'Art Contemporain ili MAMAC)
- Muzej valonskog života (Musée de la vie wallonne)
- Galerija katedrale
- Archéoforum
- Akvarij i zoološki muzej
- Dom znanosti (Maison de la science)
- Dom metalurgije i industrije
- Muzej Grétry
- Muzej Tchantchès
- Muzej javnog prijevoza
- Sart-Tilmanov muzej na otvorenom

### Zanimljivosti
U gradu se nalazi mnoštvo crkvenih znamenitosti, koje su većim dijelom ostatak bogate povijesti povezani s Katoličkom Crkvom. Crkvena baština grada najbolje je vidljiva u trezoru katedrale sv. Pavla gdje se nalazi izložbe bogate umjetničke prošlosti bivše kneževine, raspoređena u osam izložbenih sala.
Vjerska baština
- Katedrala Saint-Paul
- Crkva Saint-Jacques
- Zborna crkva Saint-Barthélemy
- Bazilika Saint-Martin
- Zborna crkva Sainte-Croix
- Zborna crkva Saint-Denis
- Zborna crkva Saint-Jean
- Opatija Paix-Notre-Dame
- Crkva Saint-Sacrement
- Crkva Notre-Dame del Sagrado Corazón
- Crkva du Grand Séminaire
- Crkva Sainte-Catherine
- Crkva Saint-Chistophe
- Crkva Saint-Gérard
- Crkva Saint-Gilles
- Crkva Saint-Nicolas
- Crkva Saint-Pholien
- Crkva Saint-Remacle
- Crkva Saint-Servais
- Crkva Sainte-Véronique
- Crkva Saint-Vincent
- Kapela Saint-Augustin
- Sinagoga u Liègeu

Građevine
- Kneževa palača (Palais des Princes-Évêques), u kojoj su stolovali biskupi na čelu kneževine; danas pretvorena u upravnu zgradu u kojoj se nalazi i Palača pravde ;
- Gradska vijećnica (Hôtel de ville de Liège), zvana „La Violette”
- Palača Curtius, u kojoj je živio trgovac oružjem Jean Curtius;
- Anciennes Halles aux Viandes, izgrađene 1546. ;
- Toranj Vieux Joncs ;
- Vrata Bégards ;
- Toranj Moxhons ;
- Toranj Rosen ;
- Montagne de Bueren, stepenice koje povezuju središte grada s tvrđavom ;
- Le Perron, simbol grada koji se nalazi na fontani ;
- Li Torè kip koji je postao simbol studenata ;
- Le Forum, koncertna sala u stilu art déco ;
- Bivša pošta ;
- Mémorial Interallié, spomenik poginulima u ratu ;
- Athénée Léonie de Waha ;
- Kongresna palača (Palais des Congrès);
- Kolodvor Liège-Guillemins, djelo španjolskog arhitekta Santiaga Calatrave.

Zelene površine
- Verge de la ferme Fabry
- Park Boverie
- Botanički vrt
- Park Avroy
- Quai des Ardennes
- Parc communal de Cointe
- Terrasses des Minimes

## Sport

### Glavni klubovi
Nogomet :
- Standard de Liège na stadionu Stade de Sclessin u Sclessinu (D1)
- RFC Liège na stadionu Pairay u Seraingu (Promotion (D4))
- Standard Fémina de Liège na Stade de Sclessin (dodatni teren) u Sclessinu (ženski nogomet)

Košarka :
- Liège Basketna Country Hall Ethias Liège u Sart-Tilmanu (D1)

Hokej na ledu :
- Bulldogs Liège (D1)

Ragbi :
- RFC Liégeois Rugby (D3)
- Standard rugby club Chaudfontaine (D1 regionalna)

Tenis :
- Royal Fayenbois Tennis Club u Jupille-Fayenboisu (D1)
- Royal Tennis Club de Liège (RTCL) u Angleur-Sart-Tilmanu (D1)

Plivanje :
Liège Mosan

### Sportski događaji
Redoviti:
- Biciklistička trka Liège-Bastogne-Liège
- Međunarodno natjecanje u atletici[12]
- Jumping Liège[13]
- Trčanje Liège
- Jogging de Liège, 10 km (prva nedjelja u listopadu)

Povremeni:
- Tour de France (2004. i 2012.), Giro (etapa 2006.) i Vuelta (etapa 2009.)
- Europsko prvenstvo u nogometu Euro '72, Euro 2000
- Svjetski kup u stolnom tenisu (2005. i 2008.)
- Europsko prvenstvo u košarci – Belgija 1977.
- Prvenstva u sinkroniziranom plivanju.

## Zbratimljeni gradovi
| - Nancy, Francuska (1954.) - Maastricht, Nizozemska (1955.) - Aachen, Njemačka (1955.) - Rotterdam, Nizozemska (1958.) - Torino, Italija (1958.) - Köln, Njemačka (1958.) - Esch-sur-Alzette, Luksemburg (1958.) - Lille, Francuska (1958.) | - Volgograd, Rusija (1959.) - Lubumbashi, DR Kongo (1961.) - Plzeň, Češka (1965.) - Porto, Portugal (1977.) - Krakov, Poljska (1978.) - Saint-Louis, Senegal (1980.) - Tanger, Maroko (2006.) - Sousse, Tunis |

Ugovori o suradnji i prijateljstvu sklopljeni su sa sljedećim gradovima :
- Québec, Kanada (2002.)
- Samarkand, Uzbekistan (2005.)

## Poznate osobe
Među poznatim osobama koje su rođene ili živjele u gradu potrebno je navesti sljedeće:
| - Mademoiselle Baron (glumica) - Nicolas Bassenge (revolucionar) - Jonatan Cerrada (glazbenik) - Paul Coart (pravnik) - Ivan Colmant (doktor) - Alexis Curvers (pisac) - braća Dardenne (redatelji) - Joseph Dejardin, (jezičar) - Jean Del Cour, (kipar) - Dominique Lampson ili Lampsonius (slikar, biograf) - François Walthéry, (crtač) - Auguste Donnay (slikar) - Jean Lambert Joseph Fyon,političar i francuski časnik. - César Franck (profesor i glazbenik) - Marie Gillain (glumica) - Zénobe Gramme (izumitelj) - André-Ernest-Modeste Grétry (kompozitor) - Skupina µ (sveučilišna skupina) | - Justine Henin (tenisačica) - Henri Koch (glazbenik) - Gérard de Lairesse (slikar) - Philippe Léonard (nogometaš) - Lambert Lombard (arhitekt i umjetnik) - Théroigne de Méricourt (političarka) - Georges Nagelmackers (osnivač željezničkih poduzeća) - Armand Rassenfosse (slikar) - Jean Rey (političar, predsjednik Europske komisije) - Charles Rogier (političar) - Guillaume de Saint-Thierry, cistercit i mistik iz 12. stoljeća. - Jean-Michel Saive (sportaš) - Gustave Serrurier-Bovy (arhitekt) - Georges Simenon (pisac) - Stanislas-André Steeman (pisac) - Rennequin Sualem (izumitelj) - Violetta Villas (pjevačica) - Eugène Ysaÿe (glazbenik) |

## Vanjske poveznice
- (fr.) (nizoz.) (engl.) (njem.) Službene internet stranice grada Liègea
- (fr.) (nizoz.) (engl.) (šp.) (njem.) www.liegecongres.be
- (fr.) (nizoz.) (engl.) (njem.) Leodium: Turistička stranica  Arhivirana inačica izvorne stranice od 11. veljače 2017. (Wayback Machine)